# 亞爾普赫河
亞爾普赫河（羅馬化：Yalpuh）是東歐的河流，位於摩爾多瓦和烏克蘭，流經敖德薩州的博爾赫拉德區，最終注入亞爾普赫湖，河道全長114公里，流域面積3,180平方公里。